# Курт Рюле фон Лілієнштерн
Роберт Александер Курт Рюле фон Лілієнштерн (нім. Robert Alexander Curt Rühle von Lilienstern; 3 липня 1881, Данциг — 8 січня 1946, спецтабір НКВС №3 «Бухенвальд») — німецький офіцер, генерал-майор вермахту.

## Біографія
Син таємного будівельного радника Александера Рюле фон Лілієнштерна і його дружини Анни, уродженої Дегнер. Старший брат генерал-лейтенанта Ганса Рюле фон Лілієнштерна.
24 травня 1899 року вступив в Прусську армію, служив в артилерії. Учасник Першої світової війни. Після демобілізації армії залишений в рейхсвері. 31 травня 1929 року звільнений у відставку. Працював районним керівником в Зулі, Целла-Меллісі та Шмалькальдені. 1 жовтня 1933 року повернувся в армію і був призначений командиром військового району Майнінгена. 31 серпня 1942 року звільнений у відставку. 1 вересня 1942 року переданий в розпорядження сухопутних військ для особливих доручень, проте більше не отримав призначень. В липні 1945 року арештований радянською окупаційною владою і поміщений у в'язницю Майнінгена. 5 листопада 1945 року переведений в спецтабір НКВС №3 «Бухенвальд», де й помер.

## Звання
- Фанен-юнкер (24 травня 1899)
- Фенріх (27 січня 1900)
- Лейтенант (18 жовтня 1900)
- Оберлейтенант (19 лютого 1910)
- Гауптман (18 липня 1914)
- Майор (1 жовтня 1923)
- Оберстлейтенант (1 квітня 1929)
- Оберст служби комплектування (1 жовтня 1936)
- Генерал-майор (1 липня 1942)

## Нагороди
- Залізний хрест 2-го і 1-го класу
- Ганзейський хрест (Любек)
- Хрест «За заслуги у війні» (Саксен-Мейнінген)
- Військовий хрест Фрідріха-Августа (Ольденбург) 2-го і 1-го класу
- Орден Святого Йоанна (Бранденбург), почесний лицар
- Почесний хрест ветерана війни з мечами (1934)
- Медаль «За вислугу років у Вермахті»
  - 4-го, 3-го, 2-го і 1-го класу (25 років; 2 жовтня 1936) — отримав 4 нагороди одночасно.
  - особливого класу (40 років; 1939)
- Хрест Воєнних заслуг 2-го класу з мечами